# Carlos Rivas (labdarúgó, 1994)
Carlos Augusto Rivas Murillo (Jamundí, 1994. április 15. –) kolumbiai labdarúgó, aki jelenleg az Orlando City játékosa.